# Los Chiles
Los Chiles es el distrito primero y ciudad cabecera del cantón de Los Chiles, en la provincia de Alajuela, de Costa Rica.

## Historia
Los Chiles fue poblado originalmente por pescadores de la zona y otros trabajadores que eran procedentes cerca del río San Juan en Nicaragua. Se le concedió el título de "ciudad" por ley el 4 de mayo de 1970.

## Ubicación
La ciudad se encuentra a una altitud de 43 metros sobre el nivel del mar en la llanura de San Carlos en el norte de Costa Rica, 14 kilómetros al sureste de San Carlos de Nicaragua, a 97 kilómetros al noroeste de Ciudad Quesada, 175 kilómetros de la ciudad capital provincial de Alajuela y 198 kilómetros de la ciudad capital nacional de San José.
Los Chiles es una "ciudad fronteriza", razón por la cual existe un gran asentamiento de migrantes nicaragüenses; el límite con el vecino país dista a sólo cuatro kilómetros al norte.
El Río Frío, en el borde occidental de la ciudad, es un medio de comunicación muy importante para acceder a pequeños pueblos aledaños de ambas naciones. La comunidad es también un centro de agricultura y pesca deportiva.

## Geografía
Los Chiles cuenta con un área de 503,61 km² y una altitud media de 43 m s. n. m.

## Clima
Normalmente, esta zona tiene una estación seca pronunciada. Según el sistema de clasificación climática de Köppen, Los Chiles tiene un clima de sabana tropical, abreviado "Aw" en los mapas de clima.

## Demografía
Para el año 2022, Los Chiles cuenta con una población estimada de 20 546 habitantes, y para el último censo efectuado, en 2011, Los Chiles contaba con una población de 13 262 habitantes.
= Localidades = : Editado por Jean Carlos
- Barrios: La Loma
- Poblados: Arco Iris, Berlín, Brisas, Buenos Aires, Cabro, Cachito, Caña Castilla, Combate, Coquital, Cristo Rey, Cuacas, Cuatro Esquinas, Delicias, El Cruce, Escaleras, Esperanza, Estrella, Hernández piedra, Camboya, Isla Chica, Las Nubes, Marabamba, Masaya, Medio Queso, El Parque, Playuelitas, Primavera, Pueblo Nuevo, Punta Cortés, Rampla, Refugio, Roble, San Alejandro, San Gerardo, San Jerónimo, San Pablo, Santa Elena, Santa Fe, Hernández pista, Santa Rita, Santa Rosa, Solanos, La Trocha, La Virgen, San Jerónimo, San Jerónimo #2, La Chalupa , Bello Horizonte.

## Transporte

### Carreteras
Al distrito lo atraviesan las siguientes rutas nacionales de carretera:
- Ruta nacional 35
- Ruta nacional 138
- Ruta nacional 760